# Murphy (Carolina del Norte)
Murphy  es un pueblo ubicado en el condado de Cherokee en el estado estadounidense de Carolina del Norte. Es sede del condado de Cherokee. El pueblo en el año 2000, tenía una población de 1.568 habitantes en una superficie de 6.5 km², con una densidad poblacional de 265.5 personas por km².

## Geografía
Murphy se encuentra ubicado en las coordenadas 35°5′23″N 84°1′48″O / 35.08972, -84.03000. Según la Oficina del Censo, el pueblo tiene un área total de 6,5 km² (2,5 mi²), de la cual 5,9 km² (2,3 mi²) es tierra y 0,6 km² (0,2 mi²) (8.80%) es agua.

### Localidades adyacentes
El siguiente diagrama muestra a las localidades en un radio de 32 kilómetros (19,9 mi) de Murphy .

## Demografía
En el 2000 la renta per cápita promedia del hogar era de $24.952, y el ingreso promedio para una familia era de $35.234. El ingreso per cápita para la localidad era de $16.926. En 2000 los hombres tenían un ingreso per cápita de $30.395 contra $16.908 para las mujeres. Alrededor del 22.90% de la población estaba bajo el umbral de pobreza nacional.